# Donzy
Donzy és un municipi francès del departament del Nièvre i la regió de la Borgonya. El 2019 tenia 1.575 habitants.